# Mizo
Mizo är ett samlingsbegrepp på en rad stammar som lever i nordöstra Indien främst i delstaten Mizoram i Indien. Ett antal stammar av Mizo lever också i angränsande delar av Myanmar.
Begreppet Mizo innefattar ett flertal stammar som till exempel Lushai, Ralte, Hmar, Paite, och Pawl. Deras språk tillhör den tibetoburmanska språkfamiljen. 
Mizofolket är huvudsakligen jordbrukare och odlar främst ris vid sidan om sockerrör och tobak. Inom Indien är de huvudsakligen kristna
Traditionellt har Mizofolket varit organiserade i patrilineära klaner, med byn som den viktigaste sociala enheten, och utan klasskillnader. I traditionen ingår 'Tlawmngaihna', en etisk kod som avkräver varje individ ansvar för sina handlingar, gästfrihet och ärlighet. Sedan engelsmännens ankomst till området har livsstilen förändrats mycket.